# Kościół św. Pawła w Rydze
Kościół św. Pawła (łot. Pāvila baznīca) – neogotycka świątynia luterańska we wschodniej części Rygi, przy Jāņa Asara iela. 

## Historia
11 marca 1878 roku rada miasta Ryga przeznaczyła 30 000 rubli na budowę nowego kościoła. 15 lutego 1882 budowę dofinansowała również Wielka Gildia, przekazując 125 000 rubli. 7 marca 1883 rada miasta wyznaczyła działkę pod budowę świątyni. 15 lutego 1884 profesor architektury Gustavs Ferdinands Hilbigs zatwierdził plan kościoła. 19 maja 1885 podłożono fundamenty. Po śmierci Gustavsa w 1887 budową kierował jego syn, Hermanis Hilbigs. Konsekracja gotowego budynku odbyła się 8 listopada 1887. W 1908 roku wymieniono dach.

## Wyposażenie
W ołtarzu głównym znajduje się obraz Zmartwychwstanie Chrystusa z 1937 autorstwa Jānisa Robertsa Tillbergsa. Obrazy po bokach poświęcono 8 listopada 1941, przedstawiają one Boże Narodzenie oraz Zesłanie Ducha Świętego. Znajdujące się w kościele organy pochodzą z 1912, wykonało je przedsiębiorstwo Walcker Orgelbau.

## Galeria

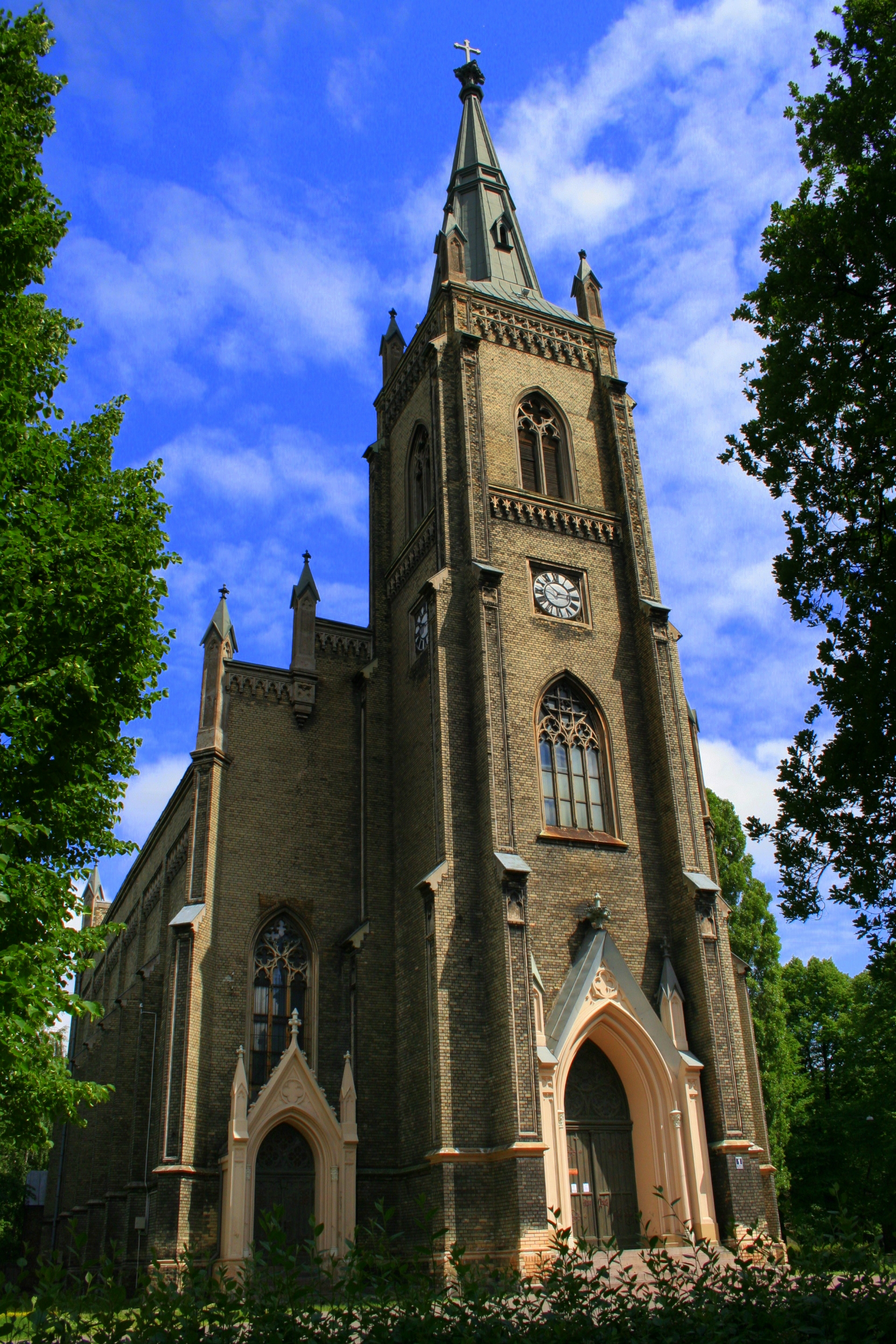
Widok z zachodu
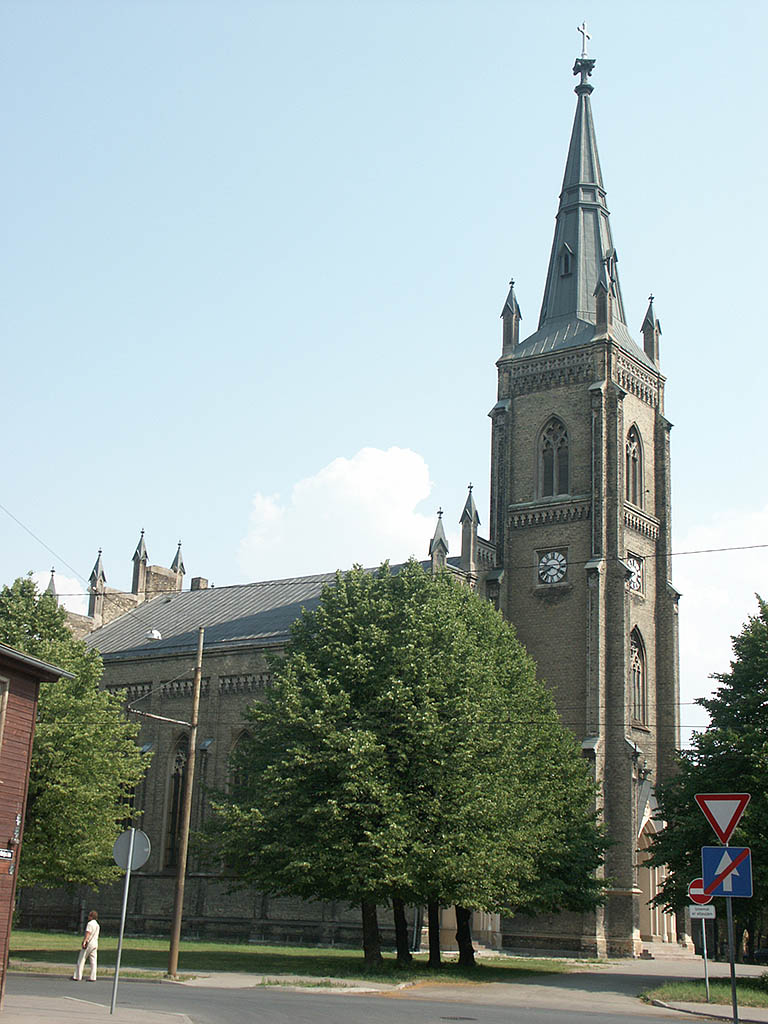
Widok z północnego zachodu
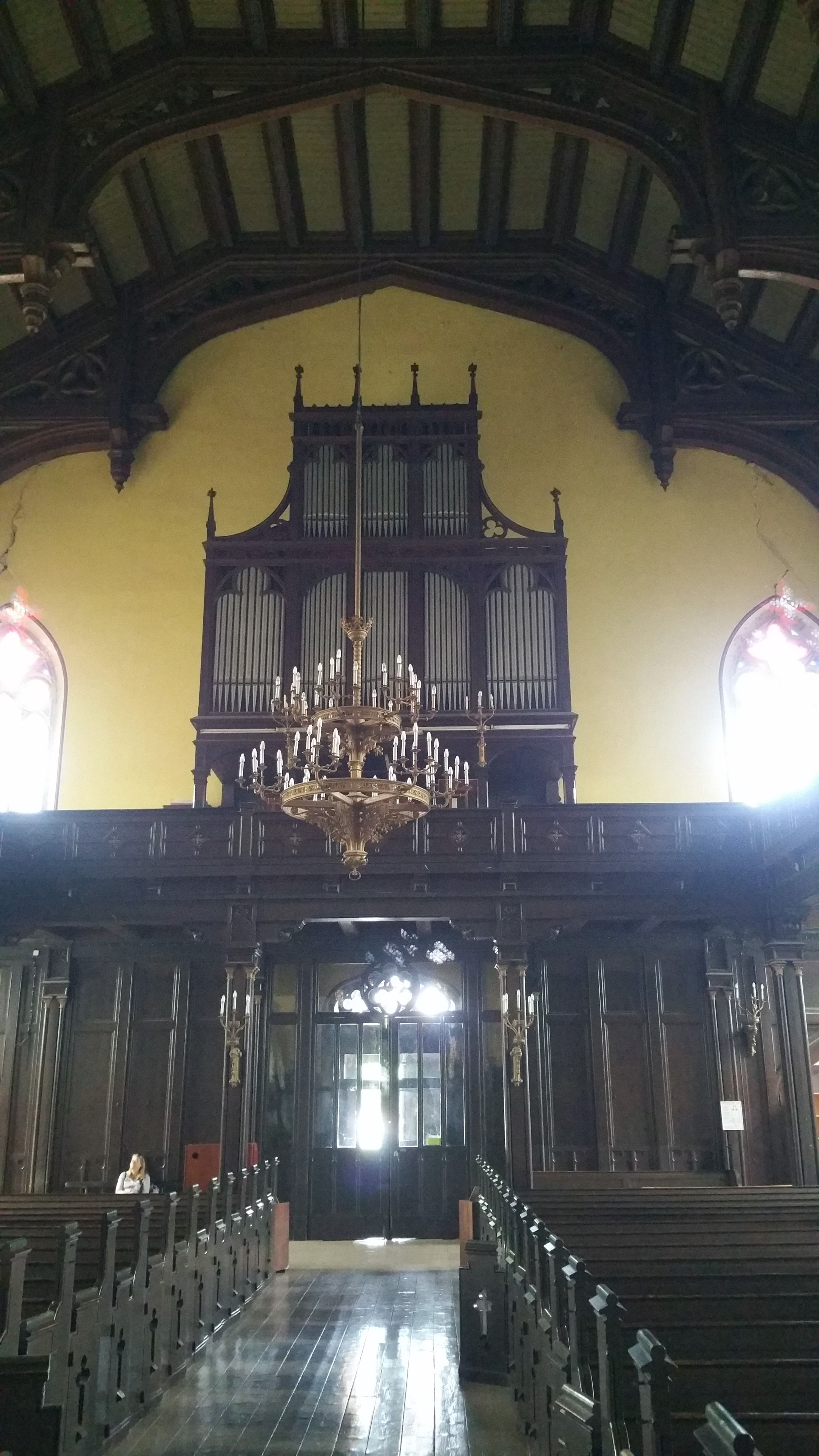
Empora i organy
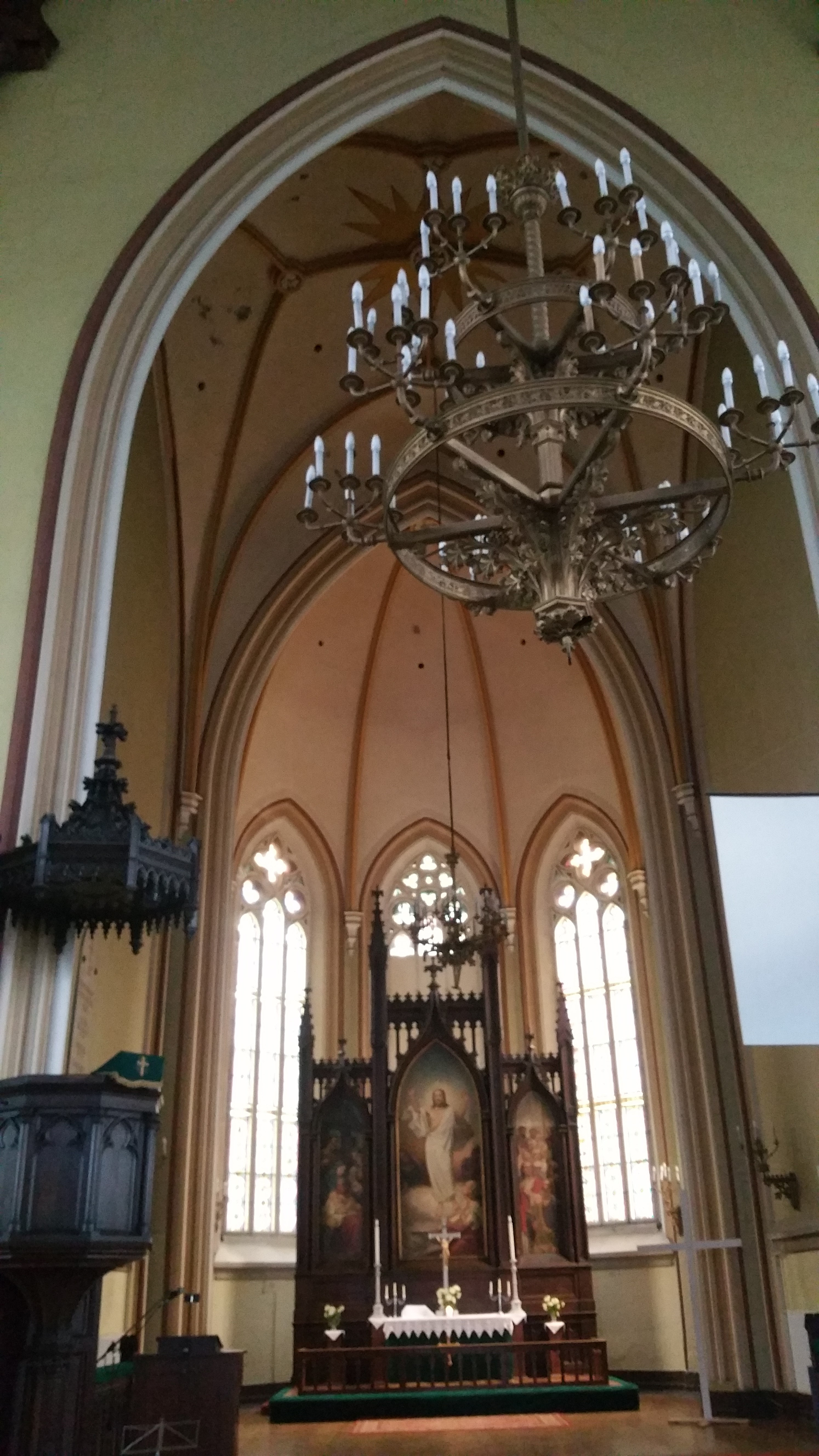
Prezbiterium